# Bomba nuclear Mark 22
La primera prueba de un dispositivo termonuclear por el University of California Radiation Lab en Livermore fue el dispositivo "Morgenstern" que fue probado en el ensayo "Koon" de la Operation Castle. Morgenstern era el prototipo de una bomba experimental, la TX-22. Morgenstern falló en alcanzar su potencia de diseño debido al calentamiento prematuro de la secundaria causado por la exposición a neutrones. Como la otra prueba planificada del Laboratorio de Radiación de la Universidad de California (en inglés: University of California Radiation Lab) de la serie Castle, el dispositivo "Ramrod" de combustible líquido tenía el mismo defecto del diseño básico, esa prueba fue cancelada. Al mes del fallo de Morgenstern, la TX-22 fue terminada debido a que la Comisión de Energía Atómica se dio cuenta de que no se podía hacer nada para salvar al diseño.